# Банка ДСК
„Банка ДСК“ (до 1999 г.: Държавна спестовна каса) е българска банка със седалище в София.
През 2007 г. Банка ДСК има пазарен дял от 20,3% при личните депозити и 32,9% от личните кредити. Тя е на второ място по дял на привлечените депозити (12,9%) след УниКредит Булбанк и на първо – по дял на предоставените кредити (15,7%). С печалба за 2007 година от 186,2 милиона лева Банка ДСК е втора в страната след УниКредит Булбанк.

## История
Банката е основана под името Държавна спестовна каса (ДСК) през 1951 година с решение на Министерския съвет. В нея са включени държавната Пощенска спестовна каса и национализираните кооперативни популярни банки и земеделски кредитни кооперации. Към ДСК е прехвърлено и обслужването на частните влогове в Българска народна банка. Тя получава изключителни права за приемането на влогове от частни лица в страната. Първоначално те са използвани изключително за кредитиране на държавата, като от средата на 60-те години банката получава възможност да отпуска потребителски кредити и кредити за жилищно строителство на частни лица. До 1971 година тя се ръководи от Министерството на финансите, а след това – от Българска народна банка.
В рамките на стопанската система, създадена от тоталитарния комунистически режим, ДСК изпълнява специфични функции, напълно различни от тези на банка в пазарна икономика. Основната ѝ роля е да акумулира спестявания на населението (в края на 80-те години 47% от домакинствата в страната са клиенти на касата) – принудителни, заради масовите и постоянни дефицити на потребителски стоки, – и да ги пренасочва за използване от държавния бюджет. Макар да предлага известно кредитиране на частни клиенти (20% от активите през 1988 година), основната маса от привлечените средства директно се депозира в Българската народна банка и Министерството на финансите. В допълнение, голяма част от лихвите получавани по тези депозити, се изземват обратно от фиска под формата на дивидент, достигащ 90% от печалбата.
След срива на социалистическата икономика от края на 80-те години ДСК е една от последните приватизирани държавни банки. През 1999 година тя е преобразувана в изцяло държавно акционерно дружество и приема сегашното си име. Приватизирана е едва през 2003 година, когато е купена от унгарската банка ОТП Банк. През следващите години ДСК създава няколко специализирани предприятия за финансови услуги: ДСК Транс Секюрити, ДСК Управление на активи, ДСК Лизинг, ДСК Турс, ДСК Родина (пенсионно осигуряване).
През 2020 година „Банка ДСК“ поглъща „Сосиете Женерал Експресбанк“, превръщайки се в най-голямата търговска банка в България.

## Продукти и услуги
Банка ДСК предлага пълния пакет от банкови услуги и продукти, включително индивидуално банкиране, корпоративно банкиране, частно банкиране, дебитни и кредитни карти, потребителски кредити, жилищни кредити, ипотечни кредити и др.

## Награди и отличия
През годините ДСК е награждавана с редица награди и отличия, като едни от най-важните са двете поредни отличия „Банка на годината“ на Асоциация „Банка на годината“, които банковата институция печели през 2004 г. и 2005 г. ДСК е получавала и други призове от Асоциацията, сред които „Пазарен дял“, „Ефективност“ и др.
Банка ДСК е получавала и отличия от различни списания и асоциации като: „Най-добра банка в България за 2013 г.“ от британското списания „Юромъни“, „Най-добра интернет банка в България за 2013 г.“ на Global Finance, награди на британското списание Finance Central Europe и др.

## Корпоративна социална отговорност
Банка ДСК е застъпила корпоративната социална отговорност в дейността си и е участник в редица събития и проекти в тази насока. Сред инициативите, които банката подкрепя са проекти на фондация „Заедно в час“, SOS Детски селища в България и др.

## Други
- Централната администрация на банката е разположена в сграда на улица „Московска“ № 19, построена през 1914 година по проект на архитектите Георги Фингов, Димо Ничев и Никола Юруков за тогавашната Софийска банка.